# Sophie Alden
Sophie Alden (23 de junio de 1998) es una deportista británica que compite en triatlón. En los Juegos Europeos de Cracovia 2023 consiguió una medalla de plata en la prueba de relevo mixto.

## Palmarés internacional
| Juegos Europeos | Juegos Europeos    | Juegos Europeos  | Juegos Europeos |
| Año             | Lugar              | Medalla          | Prueba          |
| --------------- | ------------------ | ---------------- | --------------- |
| 2023            | Cracovia (Polonia) | Medalla de plata | Relevo mixto    |